# Poetic Justice (film)
Poetic Justice è un film drammatico del 1993 diretto da John Singleton e interpretato da Janet Jackson, Tupac Shakur e Regina King.
Il singolo Again venne candidato all'Oscar alla migliore canzone per Janet Jackson, Jimmy Jam & Terry Lewis.

## Trama
La giovane estetista Justice è una donna afroamericana che vive a Los Angeles, che deve il suo nome al fatto che sua madre la concepì mentre studiava legge all'Università. Adesso sta vivendo una forte crisi psicologica per la recente morte per omicidio del suo ragazzo.
Presto la ragazza diventa oggetto di corteggiamento da parte del giovane postino Lucky, ma lei gli oppone resistenza. Nel frattempo Lucky scopre che la sua attuale compagna si droga e che sta mettendo in pericolo la vita della loro figlioletta: questi decide allora di portare la piccola dalla nonna per metterla in salvo.
Poi organizza un viaggio on the road con Justice e i suoi migliori amici Iesha e Chicago.
Lungo il viaggio tra Justice e Lucky scocca finalmente la scintilla d'amore, ma le cose non andranno bene come sperato.

## Produzione
Come ha poi spiegato nel 2013 il regista John Singleton, nel 1993 vedere come protagonista di un film una donna nera era raro, ed il ruolo di Justice era perciò un modo per dare voce alle ragazze afroamericane.

### Cast
Per il ruolo di Justice parteciparono alle audizioni diverse attrici afroamericane, tra cui Jada Pinkett, Lisa Bonet, Monica Calhoun, anche se Singleton, fin da quando aveva iniziato ad abbozzare la sceneggiatura, aveva progettato il ruolo pensando subito a Janet Jackson, a cui alla fine andò la parte.
Per quanto riguarda il protagonista maschile Lucky, l'offerta andò per prima a Ice Cube, già lanciato, dopo Boyz n the Hood, anche come attore oltre che come rapper: tuttavia questi rifiutò, affermando di "non essere in grado", all'epoca, di recitare in film "romantici". Così alla fine il ruolo andò a Tupac.

### Riprese
Le riprese del film iniziarono il 14 aprile 1992 e terminarono il 4 luglio seguente, in California, a Simi Valley.

## Colonna sonora
La colonna sonora, oltre a produzioni originali del compositore del film Stanley Clarke, comprende anche canzoni come:
- Never Dreamed You'd Leave in Summer di Stevie Wonder, dall'album originale Where I'm Coming From del 1971;
- Definition of a Thug Nigga, registrata da Tupac Shakur appositamente per il film (poi inserita nel suo album postumo R U Still Down? (Remember me) del 1997;
- Get It Up delle TLC, scritta da Prince, Cassie e Lisa Lopes, e prodotta da Jermaine Dupri (produttore, tra gli altri, dei Kriss Kross) e dagli stessi Kris Kross;
- Call Me a Mack di Usher;
- Alright e Again di Janet Jackson;
- Indo Smoke di Nate Dogg, Warren G e Mista Grimm.

L'album completo della colonna sonora, una miscela di musica hip hop e R&B, venne pubblicato il 29 giugno 1993, e in appena una settimana, con tutti i suoi singoli, negli Stati Uniti raggiunse la posizione nº 23 nella mitica Billboard 200 e, il 25 agosto dello stesso anno, si aggiudicò il disco d'oro dalla Recording Industry Association of America.

## Distribuzione
Il film venne distribuito nelle sale cinematografiche statunitensi il 23 luglio 1993, dopo che Cineplex Odeon aveva inizialmente deciso di non distribuirlo per paura di reazioni violente e dopo che subito la politica Rita Walters definì il gesto razzista. Tuttavia, in tutto il Paese, soltanto durante il primo weekend d'apertura del film, si registrarono 5 incidenti violenti, tra cui risse ed addirittura un omicidio fuori da un teatro di Las Vegas.
Invece in Italia il film fu distribuito scarsamente in formato VHS tra il 1993 e il 1994.

## Accoglienza

### Incassi
Il film in tutto il mondo guadagnò complessivamente più di 27,5 milioni di dollari, a fronte di un budget di $ 14 milioni, divenendo il 20° incasso più alto del 1993.

### Critica
Il film appena uscito ricevette soprattutto recensioni negative, venendo considerato "una brutta copia" del film, sempre di John Singleton, del 1991 Boyz n the Hood, considerato invece un capolavoro; le recensioni positive andarono invece alle interpretazioni al contempo drammatiche e comiche di Janet Jackson e Tupac.
Sul sito web Rotten Tomatoes il film riceve il 34% delle recensioni professionali positive, con un voto medio di 4,2/10, basato su 32 recensioni; su Metacritic il film ottiene un punteggio medio di 51 su 100, basato su 21 critiche, indicando "recensioni contrastanti o nella media".
Uno dei pochi ad apprezzare invece il film fu critico cinematografico Roger Ebert, che scrisse che, "se Boyz n the Hood è stato uno dei film più potenti e influenti dell'anno, Poetic Justice non è uguale, perché non vuole esserlo: è più dolce, più una storia d'amore che una denuncia al razzismo e alla vita nei ghetti. Non è sicuramente il miglior film di Singleton, ma non va sottovalutato!".
Al contrario, per il Time, Richard Schickel demolì il film, definendolo "semplicemente orribile: mal strutturato, scritto volgarmente, diretto senz'anima e recitato in modo monotono".
Oggi però, nonostante tutte le recensioni negative ricevute, Poetic Justice è uno dei film più apprezzati di John Singleton.

## Riconoscimenti
- 1994 - Premio Oscar[17]
  - Candidatura per la migliore canzone a Janet Jackson, Jimmy Jam & Terry Lewis (Again)
- 1994 - Golden Globe
  - Candidatura per la migliore canzone originale a Janet Jackson, Jimmy Jam & Terry Lewis (Again)[18]
- 1994 - NAACP Image Award
  - Candidatura per la miglior attrice a Janet Jackson
  - Candidatura per il miglior attore a Tupac Shakur
- 1994 - MTV Movie Awards[19]
  - Miglior performance femminile a Janet Jackson
  - Attrice più attraente a Janet Jackson
- 1994 - Razzie Award[20]
  - Peggior esordiente a Janet Jackson
  - Candidatura per la peggior attrice a Janet Jackson[21]